# Вайтенхаген (Северная Передняя Померания)
Вайтенхаген (нем. Weitenhagen) — община в Германии, в земле Мекленбург-Передняя Померания.
Входит в состав района Северная Передняя Померания. Подчиняется управлению Францбург-Рихтенберг. Население составляет 245 человек (на 31 декабря 2010 года). Занимает площадь 17,03 км².